# Atlee (regista)
Atlee, pseudonimo di Arun Kumar (in tamil அருண் குமார்; Thiruparankundram, 21 settembre 1986), è un regista e sceneggiatore indiano.

## Biografia
Ha cominciato a lavorare nell'industria cinematografica di lingua tamil (Kollywood) all'età di 19 anni, fino a diventare assistente alla regia di Shankar coi film Entiraṉ (2010) e Naṇpaṉ (2012), quest'ultimo un remake del film hindi 3 Idiots. Il suo primo corto, Mukapputtakam, è uscito in rete nel 2011, diventando virale. Ha esordito alla regia di un lungometraggio nel 2013 sotto l'egida produttiva di A. R. Murugadoss con la commedia romantica Rājā rāṇi.
Nel corso del decennio seguente, Atlee si è imposto come uno dei registi di punta di Kollywood con una serie di film di notevole successo al botteghino, per quanto accusati dalla stampa di scarsa originalità a livello di trama, con protagonista la star locale Vijay: i thriller d'azione Teṟi (2016) e Mercal (2017) e lo sportivo Pikil (2019). Quest'ultimi due sono stati i film tamil di maggiore incasso del loro rispettivo anno d'uscita.
Ha fatto il suo esordio nel cinema di Bollywood nel 2023 dirigendo Shah Rukh Khan in Javān, che è stato il maggior incasso dell'anno in India e, all'epoca della sua uscita, il quinto di sempre, con oltre 130 milioni di dollari.

## Filmografia
- Mukapputtakam – cortometraggio (2011)
- Rājā rāṇi (2013)
- Teṟi (2016)
- Mercal (2017)
- Pikil (2019)
- Javān (2023)